# Valter Catarra
Valter Catarra (Charleroi, 25 marzo 1961 – Teramo, 12 luglio 2018) è stato un politico italiano, presidente della Provincia di Teramo e sindaco di Notaresco.

## Attività politica
Sindaco di Notaresco dal 2003 al 2013, è stato eletto presidente della provincia di Teramo nelle elezioni provinciali del 7 giugno 2009 raccogliendo il 50,02% dei voti in rappresentanza di una coalizione di centrodestra.
È stato sostenuto, in consiglio provinciale, da una maggioranza costituita da PdL, lista "Al Centro per Catarra Presidente", UdC, Liberalsocialisti e MpA.
Il mandato amministrativo è scaduto nel 2014.

## Vicende giudiziarie
Il 27 aprile 2012 la Procura di Teramo rende noto che il Presidente Catarra è indagato per abuso di ufficio, truffa e falso nella inchiesta Teramo Lavoro insieme a Venanzio Cretarola amministratore delegato della stessa società in house all'ex direttore del personale della società Salvatore Lagatta, attuale sindaco di Bussi sul Tirino (solo per ipotesi di abuso d'ufficio) L'inchiesta è volta ad accertare il corretto utilizzo di fondi strutturali europei (Fse) assegnati dalla Provincia alla società Teramo Lavoro SRL, costituita e posseduta interamente dalla stessa Provincia che per essa gestisce servizi, nata nel 2010, contestando una somma di oltre 1 milione di euro. L'inchiesta è originata dalle denunce inviate dal segretario UIL FP di Teramo e dal Dirigente del Settore Lavoro della Provincia riguardanti una presunta “distrazione” di fondi europei oltre a presunte assunzioni clientelari. Il clamore mediatico della vicenda è stato amplificato da un servizio del TG1 di prima serata che ha ripreso, senza preoccuparsi di effettuare il minimo riscontro, notizie apparse nella stampa locale teramane circa una presunta auto assunzione a tempo indeterminato che l'amministratore della società avrebbe posto in essere addirittura cercando di nasconderla assumendosi come “segretario” di sé stesso e cambiandosi nome. Rispetto ai contenuti del servizio del TG1 il suo ex direttore Augusto Minzolini è stato successivamente rinviato a giudizio dal Tribunale di Roma per diffamazione aggravata. Catarra e Cretarola vengono rinviati a giudizio, senza essere mai essere prima sentiti o interrogati dagli inquirenti, unicamente su un presunto reato assente nelle denunce iniziali. L'accusa si riferisce alla presunta indebita percezione da parte di Cretarola di un compenso per l'attività di coordinatore del progetto finanziato dal Fondo sociale europeo la cui realizzazione era stata affidata dalla Provincia alla società, attività che secondo l'accusa (basata solamente sulle dichiarazioni del dirigente del Settore Lavoro) Cretarola non avrebbe mai svolto. Con dichiarazioni apparse sulla stampa e sulle televisioni locali Cretarola ha ripetutamente definito “bizzarra” oltre che infondata questa accusa, in primo luogo perché in realtà (come facilmente verificabile chiedendolo a decine di persone coinvolte) tale attività sarebbe da lui stata effettivamente svolta. In secondo luogo l'assurdità dell'accusa è resa evidente dal fatto che Cretarola, concordandolo con il Presidente della società oltre che della Provincia Catarra, ha rinunciato ad un'indennità di carica in qualità di amministratore della società per porre in essere inspiegabilmente “artifici e raggiri”, insieme ai due coimputati, per riuscire ad ottenere un'indennità inferiore. Dalle indagini svolte, oltre che dai diversi controlli interni svolti dagli organi competenti della Provincia, è risultato ufficialmente che il 99,8,% delle risorse finanziarie utilizzate dalla società Teramo Lavoro è rappresentato unicamente da bonifici bancari per le retribuzioni del personale in quanto la società, allo scopo di risparmiare al massimo, era autorizzata dalla Provincia ad utilizzare locali e strutture dell'Ente.
Il consigliere regionale dell'Idv Carlo Costantini (autore di altrettanti esposti insieme alla Uil e al gruppo consiliare del Pd in Provincia) nei mesi scorsi aveva parlato di "raccomandopoli" teramana dichiarando come «Teramo Lavoro assume, senza rispettare le medesime procedure, un giovane esponente del Pdl, l'ex segretaria di un parlamentare, la nipote di un consigliere provinciale, la figlia di un primario vicina al Sindaco di Teramo e tanto altro ancora». Come risulta dagli atti depositati all'interno dei fascicoli processuali, dopo aver interrogato lo stesso Costantini, la Procura di Teramo ha trasmesso all'organo competente una segnalazione di reato per diffamazione nei confronti dello stesso Costantini. Nel 2014 lo stesso PM ha richiesto di procedere nei confronti di Cretarola per “dichiarazione infedele” finalizzata ad evasione fiscale per aver ritenuto esenti da IVA le fatture inviate alla Provincia di Teramo connesse all'utilizzo del Fondo sociale europeo.

### Inchiesta auto blu: peculato
Il 6 maggio 2014 si apprende che Catarra è indagato anche per peculato perché si sarebbe presentato il giorno della prima udienza sul caso Teramo Lavoro (inchiesta in cui è indagato per abuso d ufficio, truffa e falso in merito ad assunzioni sospette e utilizzo distorto di fondi comunitari) il 13 novembre 2013 dove è stato rinviato a giudizio dal GIP di Teramo, con l'auto blu di servizio a spese della Provincia.

## Controversie

### Caso Idrovolante
Il 14 aprile 2014 la trasmissione televisiva L'Arena condotta da Massimo Giletti su Rai1 denuncia, riprendendo un caso sollevato da un blog locale I Due Punti, un progetto che prevedeva un finanziamento alla Provincia di Teramo di 575 000 euro di fondi europei, con l'obiettivo generale di creare nel Mare Adriatico un sistema di collegamento veloce – con gli idrovolanti – tra le zone costiere dei paesi coinvolti (Italia, Croazia, Montenegro, Albania, Grecia) mai realizzato.
A Giulianova viene realizzato con 96.049,80 la posa e la fornitura di un pontile per l'attacco dell'idrovolante e venendo contestualmente firmata con decreto dirigenziale del 4 giugno 2013 una ricerca in campo internazionale per trovare ditte interessate a realizzare collegamenti transfrontalieri per favorire gli interscambi fra le citate nazioni senza tuttavia pubblicare un bando. Alla data di scadenza dell'avviso è pervenuta una sola manifestazione di interesse, presentata dalla Magister Ludi Aviation, che intende operare con mezzi forniti dalla Loch Lomond Seaplanes, impresa scozzese che ha fornito attestazione di concessione di disponibilità di un idrovolante Cessna 208 Caravan. Tuttavia la società interessata non solo non dispone di un proprio idrovolante (il mezzo verrà fornito da una impresa scozzese) ma, “al momento non si avvale di personale dipendente e/o di collaboratori a progetto e pertanto non è iscritta né all'INAIL né all'INPS”. Inoltre a tale ditta non viene richiesto solo un “servizio di noleggio di un idrovolante da utilizzare nei voli test” che si terranno dal 1º luglio al 14 luglio prossimi (costo pari a 179.340,00 ovvero un terzo del budget pluriennale di fondi Ue speso solo per voli test) oltre a 45 ore aggiuntive per andata e ritorno dell'idrovolante dalla Svezia visto che l'impresa scozzese proprietaria del velivolo “non si è resa più disponibile, ed è stata sostituita dalla svedese Grafair Flight Management AB”. La Provincia dà 35.574,00 euro pari al 20% della totale somma pattuita accettando anche una clausola discussa che prevede 2.000 euro in più per ogni ora di volo supplementare. Si scopre inoltre che il dirigente della Provincia di Teramo Leo di Liberatore che si occupa di Finanza e Contabilità, oltre che di Politiche Comunitarie, per cui egli è anche il responsabile del progetto “Adri Sea Planes” (relativo al Programma IPA Transfrontaliero Adriatico sull'Idrovolante) richieda al settore B12 "Viabilità e Suolo" della Provincia di indicare la ditta più idonea alla realizzazione del pontile a Giulianova venendo indicato quale tecnico idoneo l'Ing. Roberto Gelardini con studio in via Scarselli,1 64100 Teramo” per un incarico da 2.516,80. Tuttavia si scopre che l'ingegnere Gelardini è socio della TPS Ingegneria SRL, società della quale è amministratore unico. È direttore tecnico l'ing. Ernesto Martegiani, il cui nome comparirebbe insieme proprio a quello di Di Liberatore in una lista di presunti affiliati alla massoneria locale. Tuttavia colpisce che a capo del settore B12 a cui Di Liberatore avesse chiesto di indicare la ditta più idonea alla realizzazione del pontile, scelta poi caduta su Gelardini socio di Martegiani, ci sia proprio lo stesso dirigente con una nomina "ad interim" da un paio di anno. Ora è necessario che la Provincia progetti e renda operativo un software per prenotazione voli passeggeri (software che gestisca prenotazione per 9 posti passeggeri per i voli inaugurali. Con decreto dirigenziale firmato dal capo del settore B7 (Leo di Liberatore) tra le 5 società a cui è stata presentata una lettera di invito è stata scelta come migliore offerta tra qualità e prezzo la ditta NEO sas di Teramo per un importo pari a ad €. 48.100,00 + iva” scelta da una Commissione di gara venendo omessa la complessità del l'incarico da giustificare una spesa complessiva pari a 58.201,00 euro dalla Provincia.Come se non bastasse la Provincia con determinazione dirigenziale n. 249 del 3 agosto 2011 provvedeva ad affidare l'incarico di assistenza tecnica per il progetto degli idrovolanti. Nel provvedimento indicato si dice che la commissione giudicatrice “ha individuato quale migliore offerta quella presentata dalla ditta Kalumet di Pescara, avente un'offerta economica di ribasso del 10% sulla somma base di €. 127.000,00 + iva”  impegnando “a tale riguardo la complessiva somma di € 137.160,00” che tuttavia risulta però priva di personale e collaboratori tecnici in quanto proprio da contratto avrebbe dovuto fornire alla Provincia un Coordinatore Esperto Senior con esperienza minima di 10 anni, un Assistente al Coordinamento Esperto Senior, un Responsabile Partnership Esperto Senior, un Responsabile amministrativo Esperto Senior con esperienza minima di 10 anni, un Esperto Rendicontazione Esperto Senior e un Junior di segreteria, per un totale di ben 6 esperti. Addirittura l'incarico alla Kalumet con determinazione dirigenziale n. 65 dell'1/03/2013 viene prorogata di altri 2 anni per ulteriori 36.750,00 euro nonostante continui ad essere senza personale ricevendo dall'Ente Provincia pagamenti celeri per la liquidazione (nonostante i tempi della PA siano molto lunghi e la ditta in questione non abbia famiglie da mantenere).Infine la Provincia aveva la necessità di tradurre dall'italiano all'inglese il “Codice della Navigazione”, il “Codice Idro”, il “Regolamento dell'Aria” e il “DM avio superfici” incaricando una traduttrice con determinazione del Settore B7 n. 33 del 12/02/2013 la quale forniva un preventivo di spesa pari ad “€ 12,00 a pagina per un totale di 111 pagine ed un costo complessivo di € 1.332,00”. Tuttavia l'Art. 7 comma 6 del Testo Unico del Pubblico Impiego (D.Lgs. n. 165/2001) afferma che qualora non ci sia personale all'interno dell'Ente competente allo svolgimento di un dato incarico, possono essere conferiti incarichi individuali con contratti autonomi di natura occasionale ma la Provincia non ha indicato la presenza di elementi interni capaci al l'incarico e dove non presenti la Provincia ha dimenticato di dare conto degli esiti della verifica effettuata nel testo della determinazione di incarico. Inoltre, nel caso specifico, risulterebbe che con determinazione dirigenziale n. 371 del 03/09/2012 sia stato assunto per il medesimo progetto degli idrovolanti un “Collaboratore per la WP2 Azioni 2.2 e 2.3” nella persona della dott.ssa Sara Valeri. Alla fine l'unica cosa rimasta di questo progetto pagato con 575.000 euro di fondi europei sarebbero soltanto i 96.000 per la costruzione del pontile galleggiante mentre il restante sarebbe stato "sperperato" in incarichi e rivoli per finanziare in soldoni soltanto 4 voli prova dell'idrovolante mai più utilizzato. Inoltre emergerebbero le responsabilità della Regione Abruzzo che ha il compito di vagliare e valutare i progetti sull'Europa scaricando le responsabilità sulla stessa Provincia di Teramo.
Il Presidente Catarra, in diretta televisiva, si è difeso denunciando che il progetto non è decollato, ma non per negligenze della Provincia accusando la trasmissione di aver parlato di "notizie false". Sul progetto "Adri-Seaplanes", che avrebbe dovuto collegare località adriatiche quali Giulianova, Brindisi, Antivari, Valona, Pola e Corfù, Catarra rivendica il fatto che la Provincia avrebbe solo risposto, assieme ad altri enti, a un bando per incrementare gli spostamenti sostenibili tra le sponde adriatiche e che gli uffici di via Milli non possono in alcun modo intervenire nella programmazione europea. «Non era possibile fare altro, ma soprattutto non era previsto che il progetto continuasse con collegamenti assicurati da subito. La Provincia ha fatto solo ciò che le competeva», ribadisce Catarra, aggiungendo come il pontile che è stato realizzato a Giulianova con i fondi del progetto (la Provincia ha beneficiato di 575.000 euro su un totale di 2.319.000 euro del programma comunitario di cooperazione transfrontaliera "Cbc Ipa Adriatico") sarà utilizzato da altri enti..

### Caso compensi d'oro
La stessa trasmissione inoltre denuncia come il segretario generale della Provincia Gianna Becci che ricopre anche "ad interim" l'incarico di direttore generale contemporaneamente riceva un maxistipendio di 210.000 euro lordi annui come il Presidente della Repubblica. La Becci si è difesa affermando che «i dirigenti rischiano con il loro patrimonio e lavorano fino a 14 ore», è la risposta, «il mio Cud nel 2013 è stato di 168mila euro. Comunque farei questo lavoro anche a meno». Secondo le informazioni la Giunta provinciale con precisa delibera avrebbe concesso il massimo (con variazioni di oltre 30.000 euro fra il minimo e il massimo che ha portato la contestazione del suddetto fondo a dubbi del Ministero dell'Economia perché indebitamente incrementato dalla Provincia) attribuibile a ciascun dirigente dell'Ente anche in relazione al fatto che dei 13 settori molti sono ricoperti ad interim da persone preposte a capo di più settori per cui percepiscono emolumenti ulteriori a causa di pensionamenti ed abbandoni degli ex dirigenti. Si è scoperto inoltre che un dirigente avvocato riceveva oltre ai 103.000 euro annui anche 130.000 come compenso specifico "derivanti da condanna alle spese della controparte" ma secondo il Regolamento sull'Avvocatura provinciale, approvato dalla Giunta, anche quando la somma non venga effettivamente recuperata da terzi o la causa si concluda per abbandono di giudizio.